# Joust
Joust es un videojuego de arcade desarrollado por Williams Electronics y lanzado en 1982. Si bien no es el primer juego que presenta juegos cooperativos para dos jugadores, Joust tuvo más éxito que sus predecesores y popularizó el concepto. El jugador usa un botón y un joystick para controlar a un caballero que monta un avestruz volador. El objetivo es progresar a través de los niveles derrotando a grupos de caballeros enemigos que montan buitres.
John Newcomer dirigió el equipo de desarrollo de Williams Electronics, que incluyó a Bill Pfutzenreuter, Janice Woldenberg-Miller (antiguo apellido: Hendricks), Python Anghelo, Tim Murphy y John Kotlarik. Newcomer se propuso crear un juego volador con un juego cooperativo para dos jugadores, pero quería evitar un tema espacial, que era popular en ese momento.
El juego fue bien recibido en las salas de juego y por los críticos, que elogiaron la jugabilidad, cuya mecánica influyó en los títulos de otros desarrolladores. A Joust le siguió una secuela cuatro años después, y fue trasladada a numerosas plataformas domésticas y portátiles.

## Jugabilidad
El jugador controla un caballero amarillo que monta un avestruz o cigüeña voladora, desde una perspectiva en tercera persona. Usando el joystick direccional bidireccional y el botón para batir las alas del avestruz, el jugador vuela al caballero en medio de las plataformas de roca flotante y sobre los charcos de lava; Al maniobrar fuera de la pantalla hacia cualquier lado, el jugador continuará su camino reapareciendo desde el lado opuesto. La velocidad a la que el jugador presiona repetidamente el botón hace que el avestruz vuele hacia arriba, se desplace o descienda lentamente.
Los jugadores navegan el caballero para chocar con los enemigos. Si la lanza de justas del protagonista es más alta que la del enemigo, el villano es derrotado y viceversa. Una colisión de igual altura hace que los dos caballeros reboten entre sí. Un enemigo derrotado se convertirá en un huevo que cae hacia la parte inferior de la pantalla, que un jugador puede acumular para obtener puntos. Un huevo que se sienta en una plataforma el tiempo suficiente se convertirá en un nuevo caballero; si el jugador no lo recoge, ganará una nueva montura y debe ser derrotado nuevamente.
El objetivo es derrotar a los grupos de caballeros enemigos que montan buitres que pueblan cada nivel, lo que se conoce como una "ola". Al completar una ola, comienza una ola posterior más desafiante. El juego presenta tres tipos de caballeros enemigos, Bounder, Hunter y Shadow Lord, que valen diferentes cantidades de puntos. Un pterodáctilo casi indestructible aparece después de un período de tiempo predeterminado para cazar a los héroes (hasta tres a la vez, según el número de ola y el tiempo necesario para completar una ola específica, ya que también hay olas de pterodáctilo donde aparecen primero), como incentivo para completar la ola, y debe estar colocada exactamente en el centro de la boca cuando esté abierta para eliminarla por 1000 puntos.
Hay otro enemigo indestructible, el Lava Troll, que generalmente nunca se ve, excepto por su fuego. Cuando el jugador desciende demasiado cerca de las llamas, una mano flotante agarrará a cualquier caballero/corcel que se acerque a los charcos de lava, y los arrastrará a una muerte feroz a menos que el caballero/corcel se libere al batir rápidamente fuera de su alcance.
Un segundo jugador, que controla un caballero azul en una cigüeña, puede unirse al juego. Los dos jugadores pueden completar las olas de manera cooperativa o atacarse entre sí mientras derrotan a los enemigos de manera competitiva (especialmente durante las Ondas de Gladiador especiales que ofrecen una bonificación competitiva única).

## Desarrollo
Joust fue desarrollado por Williams Electronics, con John Newcomer como diseñador principal. El programador Bill Pfutzenrueter y los artistas Janice Woldenberg-Miller y Python Anghelo lo ayudaron. Tim Murphy y John Kotlarik manejaron el diseño de audio. El juego presenta un sonido monoaural amplificado y gráficos de ráster en un monitor CRT en color de 19 pulgadas. Al igual que otros juegos de arcade de Williams, Joust fue programado en lenguaje ensamblador. Un paquete de tres baterías AA proporciona energía para guardar la configuración del juego y las puntuaciones altas cuando la máquina se desconecta de una toma de corriente. La obra de arte del gabinete, de Anghelo, está impresa en un marco de madera. Anghelo también diseñó material gráfico para materiales promocionales; uno de esos folletos incluía el inglés arcaico, que también se incorporó a las instrucciones en pantalla del juego y al mensaje de finalización del juego.

### Concepto
Tras el éxito del título Defender de 1981, Williams buscó un nuevo personal creativo. Al creer que los videojuegos son el futuro del entretenimiento, Newcomer dejó su trabajo como diseñador de juguetes para trabajar en la empresa que lo contrató para crear ideas de juegos como apoyo para el personal de desarrollo. Después de unos días, generó una lista de ideas que incluían ideas de juegos para The War of the Worlds y Joust, las dos mejores opciones de Newcomer. Las especificaciones técnicas dictaron la selección; la visión de The War of the Worlds de Newcomer no era factible, pero Joust podía lograrse con el hardware disponible de Williams. Se formó un equipo de desarrollo, que decidió crear el juego utilizando el hardware de Defender.
Newcomer concibió a Joust como un "juego volador" con un juego cooperativo para dos jugadores; sin embargo, no deseaba emular el popular tema espacial de los anteriores juegos de vuelo exitosos como Asteroids y Defender. Con ese fin, Newcomer hizo una lista de cosas que podrían volar: máquinas, animales y personajes de ficción. Después de evaluar lo positivo y lo negativo de cada idea, eligió las aves, creyendo que tendrían un gran atractivo. Newcomer también sintió que las aves encajaban bien ya que estaba familiarizado con la fantasía y los medios de ciencia ficción con aves. Para aumentar aún más su comprensión, Newcomer fue a la biblioteca para estudiar mitología. Sintió que el protagonista principal debía montar un pájaro majestuoso. La primera opción fue un águila, pero la falta de movilidad agraciada de la tierra disuadió al diseñador. En su lugar, Newcomer eligió un avestruz porque pensaba que un avestruz volador era más creíble que un águila en movimiento. Para diferenciar entre el primer y el segundo jugador, los desarrolladores eligieron una cigüeña, creyendo que las proporciones eran similares a las de un avestruz, mientras que la diferencia de color evitaría la confusión entre los jugadores. Newcomer eligió a los buitres como los enemigos principales, creyendo que serían reconociblemente malvados. Anghelo creó el arte conceptual de los personajes como guía para el diseño posterior.

### Diseño creativo y técnico
La decisión de usar pájaros incitó a Newcomer a desviarse del joystick estándar de ocho direcciones de entonces. Implementó un mecanismo de "aleteo" para permitir a los jugadores controlar el ascenso y descenso del personaje. Con la dirección vertical controlada a través del botón del gabinete arcade, se agregó una palanca de mando bidireccional para dictar la dirección horizontal. Aunque otros empleados de Williams estaban preocupados por el diseño, Newcomer creía que un esquema de control directo para el vuelo fortalecería la conexión entre el jugador y el personaje. El combate está diseñado para permitir niveles más altos de estrategia que los juegos de tiro tradicionales. Debido a que volar se convirtió en un elemento integral del juego, eligió que los personajes colisionaran como un medio de combate. Newcomer sintió que las alturas de los personajes en la pantalla eran la mejor manera de determinar un vencedor.
Los desarrolladores crearon el juego con 96K de memoria, lo que limitó el tamaño del archivo de los gráficos individuales y los efectos de sonido que podían usar. Los límites de memoria también le prohibieron a Newcomer crear más personajes. Los gráficos se crearon a nivel de píxeles y se animaron a mano. Para animar a las aves, Woldenberg-Miller usó el libro Animals in Motion de Eadweard Muybridge como referencia. Dada la memoria limitada, tuvo que equilibrar la cantidad de cuadros para minimizar el tamaño del archivo, mientras mantenía una animación realista. Woldenberg-Miller originalmente escogió el gris para los buitres, pero eligió el verde en lugar de optimizar la paleta de colores ya que los desarrolladores tenían solo 16 colores para crear las imágenes. Una vez que se decidieron los colores para los sprites de personajes, Newcomer finalizó el aspecto de las plataformas. El hardware tenía capacidades de audio limitadas, y los sonidos generalmente requerían mayores cantidades de memoria que los gráficos. Trabajando con estas restricciones, Newcomer instruyó a Murphy y Kotlarik a centrarse en los sonidos selectos que consideraba importantes para reforzar el juego. Razonó que el audio serviría como pistas visibles que los jugadores podrían usar para ajustar su estrategia. Aunque Newcomer priorizó el colgajo del ala, otros efectos de sonido como los relacionados con el pterodáctilo, las colisiones y los huevos para incubar también se consideraron importantes.
Al diseñar los niveles, Newcomer agregó plataformas al entorno después de que se ideó el combate. Se eligió un mundo de juego estático en un mundo de desplazamiento para mostrar las texturas visuales aplicadas a las plataformas. El hardware no podía mostrar fácilmente las texturas mientras se desplazaba, y el equipo sintió que mostrar todo el entorno ayudaría a los jugadores. El último elemento del mundo del juego era un pozo de lava y una mano que se extendía para destruir a los personajes que se encontraban demasiado cerca del fondo. Newcomer colocó las plataformas para optimizar la inteligencia artificial (IA) enemiga de Pfutzenrueter, factores que atacan los patrones basados en parte en las ubicaciones de las plataformas. Los enemigos de los caballeros fueron diseñados para exhibir un comportamiento progresivamente más agresivo. Los delimitadores vuelan alrededor del entorno al azar, reaccionando ocasionalmente ante el protagonista. Los cazadores buscan el personaje del jugador en un esfuerzo por chocar. Los Señores de las Sombras vuelan rápidamente y más cerca de la parte superior de la pantalla. Pfutzenrueter los diseñó para volar más alto cuando está cerca del protagonista para aumentar las posibilidades de victoria del Señor de las Sombras contra el jugador. El pterodáctilo fue diseñado para atacar a jugadores inactivos y ser difícil de derrotar. La única vulnerabilidad fue atacar a la criatura con la boca abierta durante un cuadro de animación específico. Newcomer y Pfutzenrueter diseñaron el pterodáctilo para volar rápidamente hacia arriba en el último momento cuando se acercan a un jugador que espera en el borde de una plataforma. Esto se hizo para evitar una fácil derrota del enemigo. Al procesar los gráficos, el juego da prioridad a los personajes del jugador sobre los enemigos. Como resultado, los enemigos comienzan a reaccionar más lentamente cuando aumenta el número de sprites en pantalla.
Durante la prueba del juego, el equipo descubrió un error de animación que describió como un "fracaso del vientre". La falla permite a los jugadores forzar el sprite de avestruz o cigüeña a través de una pequeña brecha de otro modo infranqueable entre dos plataformas adyacentes de gran altura. Debido a que proporcionó un método interesante para realizar un ataque furtivo a un oponente por debajo de la brecha, los desarrolladores decidieron mantener el defecto en lugar de arreglarlo. Newcomer también atribuyó la inclusión a las pruebas de juego excesivas que limitaban el tiempo disponible para encontrar una solución.
Un segundo error, que permite que el pterodáctilo sea fácilmente derrotado, fue descubierto después de que el juego fue distribuido por primera vez. Newcomer diseñó el juego y su IA con la dimensión de cada sprite en mente. Un día antes de que terminara el juego, sin embargo, el sprite de pterodáctilo fue alterado para mejorar la apariencia. El nuevo sprite permitió que el pterodáctilo fuera derrotado fácilmente un número interminable de veces. El jugador podría sentarse en el borde central, con un solo caballero enemigo atrapado indefinidamente en la mano del "trol de lava", y matar a un número ilimitado de pterodáctilos simplemente girándose para enfrentarlos cuando entraron en la pantalla de forma rápida, nunca secuencia final. Usando esta falla, el jugador podría acumular rápidamente una puntuación muy alta y una gran cantidad de vidas, sin que se requiera una habilidad significativa. Al enterarse de la falla, Williams envió una nueva ROM para los gabinetes de la sala de juegos para mitigar las quejas de los distribuidores.

## Recepción y legado
Dado el esquema de control diferente, a Williams le preocupaba que el juego no tuviera éxito. Aunque las arcades dudaban en comprar el juego por la misma razón, Joust se vendió bien. Williams finalmente envió 26,000 unidades, y Electronic Games en 1983 lo describió como "tremendamente popular". Una versión de mesa de cóctel se lanzó más tarde, diseñada por Leo Ludzia. Se diferencia de otros juegos de cócteles en que presenta asientos de lado a lado en lugar de lados opuestos. Esta configuración le permitió a Williams usar el mismo chip ROM que en los gabinetes verticales. La versión de cóctel es un juego raro y solicitado. Se fabricaron entre 250 y 500 unidades.
En 1996, Next Generation incluyó la versión de arcade como número 83 en sus "Top 100 Games of All Time", calificándola de "un ejemplo perfecto de los tres ingredientes que a menudo hacen un clásico: conceptos originales, diseños extravagantes, y sobre todo jugabilidad. Con solo tres controles (izquierda, derecha y solapa), Joust crea un mundo entero de combate elegante". El autor Steve Kent consideró a Joust como uno de los juegos más memorables de su tiempo. El autor David Ellis estuvo de acuerdo y declaró que el juego sigue siendo agradable hasta hoy.  En 2008, el Libro Guinness de los récords lo clasificó como el juego de arcade número sesenta y nueve en cuanto a impacto técnico, creativo y cultural. Un escritor de Video Gaming Illustrated llamó a Joust exótico y elogió la animación como realista. Antic llamó a la versión de 8 bits de Atari un "juego de arcade único y adictivo" que era "casi idéntico" al original. La revista llegó a la conclusión de que Joust era "el mejor de Atari desde Star Raiders".
Kevin Bowen, de GameSpy Classic Gaming, escribió que a pesar de un concepto que describió como "increíblemente estúpido", Joust es un juego atractivo con buenos controles y una jugabilidad competitiva. Bowen comentó además que el aspecto multijugador diferenciaba el juego de otros en ese momento. Lo describió como "uno de los primeros juegos multijugador realmente divertidos" y un precursor de los videojuegos deathmatch.
El escritor de Retro Gamer Mike Bevan elogió la física del juego, calificándolos de "bellamente realizado" y describió a Joust como uno de los "títulos más notables y queridos de Williams". Un escritor de Computer and Video Games llamó al juego "raro y maravilloso". El autor John Sellers elogió la competitiva jugabilidad de dos jugadores y atribuyó el atractivo del juego al mecanismo de aleteo. En 2004, Ellis describió a Joust como un ejemplo de riesgo innovador ausente en la actual industria de videojuegos.
En retrospectiva, Newcomer elogió a la gerencia de Williams por arriesgarse a él y al juego. El juego también ha recibido elogios de profesionales de la industria. Jeff Peters de GearWorks Games alabó la jugabilidad, describiéndola como única e intuitiva. Jeff Johannigman, de Fusion Learning Systems, elogió el mecanismo de aleteo y Kim Pallister de Microsoft disfrutó del aspecto multijugador.

## Secuelas y remakes
Una mesa de pinball con tema de Joust se lanzó en 1983, diseñada por Barry Oursler y Constantino Mitchell. El juego incluye ilustraciones y temas de la versión arcade. Además del juego para un solo jugador, presenta un juego competitivo para dos jugadores con los jugadores en los lados opuestos de la máquina. Se produjeron menos de 500 máquinas.
Una secuela de arcade, Joust 2: Survival of the Fittest, fue lanzada en 1986. Cuenta con un juego similar con nuevos elementos en una pantalla vertical.
Joust se trasladó al Nintendo Entertainment System, programado por Satoru Iwata, y a varias plataformas Atari: las consolas Atari 2600, Atari 5200, Atari 7800 y Atari Lynx, así como las computadoras domésticas de Atari de 8 bits y Atari ST. Entertainment Weekly llamó a Joust uno de los diez mejores juegos para Atari 2600 en 2013. También se lanzaron las versiones Apple II, Macintosh y MS-DOS. Tiger Electronics lanzó una versión de llavero pequeño de Joust en 1998. Una versión para teléfono móvil se lanzó en 2005, pero omitió el esquema de control de aleteo. En el año 2000, se publicó en Shockwave.com una versión web de Joust, junto con otros nueve juegos clásicos de arcade.
Cuatro años después, Midway Games también lanzó un sitio web con las versiones de Shockwave. El juego se incluyó en varias compilaciones multiplataforma: Williams Arcade's Greatest Hits de 1996, Midway's Greatest Arcade Hits de 2000, y Midway Arcade Treasures de 2003. Otros títulos recopilatorios son Arcade Classic 4 para Game Boy de 1995 y Midway Arcade Treasures: Extended Play de 2005 para PlayStation Portable. Joust se lanzó mediante distribución digital en GameTap, Xbox Live Arcade y PlayStation Network. En 2012, Joust se incluyó en la compilación Midway Arcade Origins.
Otros remakes estaban en desarrollo, pero nunca fueron lanzados. Los inéditos prototipos de Atarisoft de Joust para ColecoVision que no se habían lanzado anteriormente aparecieron en 2001 en la Classic Gaming Expo de Las Vegas. Se está desarrollando una adaptación con gráficos tridimensionales (3D) (y un puerto del Joust original como bonificación) para el Atari Jaguar CD. Titulado Dactyl Joust, finalmente fue cancelado. Otra nueva versión en desarrollo fue Joust 3D para la Nintendo 64. Dado que las arenas para el juego estaban en 3D, fue para usar una pantalla dividida para las batallas multijugador. Newcomer lanzó una versión actualizada del juego de arcade para Game Boy Advance para Midway Games. La empresa, sin embargo, no la sancionó. El prototipo contó con un desplazamiento multidireccional, gráficos más detallados basados en renderizaciones 3D y nuevas mecánicas de juego.
Midway Games optó por los derechos cinematográficos de Joust para CP Productions en 2007. Michael Cerenzie y Christine Peters de CP Productions planearon expandir un elemento de juego para la premisa de la película. Cerenzie describió el guion de Marc Gottlieb como "Gladiator se encuentra con Mad Max", se fijó 25 años en el futuro, y Peters comentó que la película orientada a la acción atraería a una audiencia general. La película fue planeada como una película de poste, con una novela gráfica de Steven-Elliot Altman como parte del lanzamiento de la franquicia de medios. Midway Games también consideró una adaptación de videojuego de la película. La fecha de lanzamiento prevista de Joust se fijó en junio de 2008 y luego se retrasó hasta 2009. Sin embargo, la compañía de videojuegos se declaró en bancarrota del Capítulo 11 en 2009. Warner Bros. Interactive Entertainment compró la mayoría de los activos de Midway, incluida Joust, con la intención de desarrollar adaptaciones de películas.

### Juegos influenciados
Varios títulos de otros desarrolladores incluyen juegos que copian o se basan en el diseño de Joust. El Jetpac y Mario Bros. de 1983 cuentan con elementos inspirados en él, al igual que el Balloon Fight de 1984.

## Cultura popular
Joust ha sido parodiada en la cultura popular. Las referencias aparecen en el episodio de Robot Chicken "Celebutard Mountain", el episodio de Code Monkeys "Just One of the Gamers", y los videojuegos Mortal Kombat 3 y World of Warcraft: Cataclysm.
Joust ocupa un lugar destacado en el libro Ready Player One.